# Darés
Darés, také Darés Fryžský, je údajným původcem řeckého mytologického vyprávění o trójské válce, pocházejícího pravděpodobně z 1. stol. n. l.
Darés z Frygie, Héfaistův kněz v Tróji, líčí události jako přímý účastník války i posledních dnů města a sympatizuje s Trójany. Své vyprávění začíná Láomedontovou smrtí a končí porážkou Tróje.
Z řeckého Darétova originálu je známa jen malá část nalezená na papyru z počátku 3. stol. n. l. Dochováno je latinské zpracování z 5./6. stol. n. l., nazvané Historie o pádu Tróje (latinsky De excidio Troiae historia). Toto zpracování je spolu s románovým dílem Diktyse Krétského pramenem, o který se opírají středověké pověsti o trójské válce.